# Michael Cimino
Michael Cimino (3. veljače 1939. – 2. srpnja 2016.), američki filmski redatelj.
Rođen je u New Yorku ili 16. studenog 1943. (prema njegovoj osobnoj biografiji), ili 3. veljače 1939. (što je vjerojatnije zbog datuma njegovih diploma).

## Rana karijera
Ciminova biografija je ogledni primjer metoerskih uspona i padova viđenih u Hollywoodu sedamdesetih.  Nakon dva scenaristička rada (na SF filmu Silent Running i filmu o Prljavom Harrjyu, Magmum Force), Cimino je krenuo režirati svoj prvi film, Thunderbolt i Lightfoot, kojeg je otkupila produkcijska kuća  Clinta Eastwooda, Malpaso, a sami Eastwood je rekao kako ga on misli i režirati. Međutim, Cimino ga je nagovorio da mu prepusti režiju filma koji je postao solidan uspjeh na box-officeu u to vrijeme, a i danas uživa manji kultni status. Uz uspjeh ovog filma, Cimino je imao pravo na jaču glumačku postavu i više umjetničke slobode za svoj drugi film, Lovac na jelene (1978.). Film je bio veliki kritički i komercijalni uspjeh, a osvojio je više Oscara, uključujući one za najboljeg redatelja i najbolji film.

## Vrata raja
Na temelju uspjeha svog prethodnog filma, studio United Artists dao mu je slobodne ruke za njegov sljedeći film, Vrata raja (1980.). Film je nekoliko puta premašio budžet te ne samo da je studio umalo doveo do bankrota, nego je postao konačno upozorenje da se produkcije otimaju kontroli. Film je označio kraj ere tzv. Novog Hollywooda. Korporacija Transamerica, vlasnik studija United Artists, izgubila je povjerenje u filmsku kompaniju i njegov menadžment pa ju je ubrzo prodala.
Film Vrata raja bio je takva box-office i kritička katastrofa da je ozbiljno poljuljao Ciminov ugled, a njegovi sljedeći filmovi nikad više neće doživjeti veći uspjeh. Mnogi kritičari koji su hvalili Lovca na jelene postali su daleko više rezerviraniji prema filmu i Ciminu nakon Vrata raja.
Posljednjih godina mnogi kritičari su izjavili kako film uopće nije tako loš kako se govorilo kad je tek objavljen. Zapravo, film je postao popularniji u Europi te je otada kvalificiran kao neshvaćeno remek-djelo.

## Footloose
1984., nakon što nije uspio završiti suradnju s redateljem  Herbertom Rossom, Paramount Pictures je iznenađujuće Ciminu ponudio režiju filma Footloose. Prema scenaristu Deanu Pitchfordu, Cimino je na čelu produkcije bio četiri mjeseca te radio sve ekstravagantnije zahtjeve u vezi scenografije i same produkcije. Konačno, Parammount je shvatio kako možda u rukama ima još jedna Vrata raja. Otpustili su Cimina, a film je dovršio Herbert Ross, kao što je to bilo originalno zamišljeno.
Ova epizoda, iako naizgled trivijalna, imala je snažan učinak na Ciminovu karijeru. Nakon Footloosea, u filmskoj industriji su na Cimina gledali kao na nekoga tko nije naučio lekciju Vrata raja. Zapravo, producenti su se bojali povjeriti Ciminu režiju zbog njegovih mogućih rasipnih zahtjeva što bi rezultiralo novim debaklom. Zato je Hollywood okrenuo leđa Ciminu. Svi njegovi sljedeći filmovi bit će financijski neovisni, bez studijske produkcije.

## Ostali projekti
Cimino je 1979. s United Artistsom potpisao ugovor na više filmova. Vrata raja bio je prva produkcija, ali većina ostalih filmova koji su trebali slijediti, nisu snimljeni zbog debakla ovoga. Cimino je nakon Vrata raja bio povezivan s više projekata, ali njegova je reputacija dovela do toga da ga uopće nisu angažirali, a i onda kad bi, obično bi ga otpustili.
Cimino je napisao scenarij za film Izvor, temeljen na romanu Ayn Rand. Napisao je 27 verzija scenarija koje su 1975. razmatrali u United Artistsu. Snimanje je trebalo početi nakon Vrata raja, ali je studio odbacio scenarij.
Nakon toga je napisao scenarij za film Psi rata s  Christopherom Walkenom koji je trebao i režirati, ali je poslije otpušten. Film je poslije snimljen 1981., uz veliku promjenu scenarija.
Zajedno s Jamesom Tobackom je napisao scenarij Život i snovi Franka Costella te ga je ponudio trima različitim studijima (UA, Warner Bros. i Dino DeLaurentis), ali film nikad nije ušao u produkciju.
Perfect Strangers bila je ljubavna priča koju je napisao Cimino, a trebao režirati David Picker. Scenarij je ušao u pretprodukciju, ali Paramount je odustao od projekta.
Nakon odustanka Davida Leana s produkcije Pobune na brodu Bounty, Cimino je preuzeo projekt, ali je otpušten nakon neuspjeha s Vratima raja. Ironično, United Artists je pozvao Leana da preuzme režiju Vrata raja nakon što je film premašio budžet.
Cimino je originalno trebao biti redatelj SF klasika Dead Zone, ali ga je studio otpustio na nagovor  Stephena Kinga zbog kreativnih nesuglasica.
Nakon toga dobio otkaz s režije filma Papa Greenwich Villagea. Režiju je preuzeo Stuart Rosenberg, a Cimino nije dobio nikakve zasluge.
Napisao je biografski scenarij o Fjodoru Dostojevskom s Raymondom Carverom. Columbia Pictures je razmišljao o produkciji, ali to se ipak nikad nije dogodilo.
Cimino je adaptirao roman o francuskom biciklistu, a u filmu je trebao nastupiti Dustin Hoffman. Trebao se snimati 1985., ali produkcija je ipak otkazana.

## Kasnija karijera
Ciminova Godina zmaja, čiji su scenarij adaptirali on i Oliver Stone iz romana Roberta Daleyja, prošla je mnogo bolje. Cimino je čak dobio počasnu titulu pukovnika na Tajlandu. Međutim, film je bio nominiran za pet nagrada Razzie, uključujući najgoreg redatelja i najgori scenarij. Film je bio kritiziran i zbog stereotipa o kineskim Amerikancima.
2001. je Cimino objavio prvi roman, Big Jane.

## Filmografija
- Thunderbolt i Lightfoot (1974.)
- Lovac na jelene (1978.)
- Vrata raja (1980.)
- Godina zmaja (1985.)
- Sicilijanac (1987.)
- Sati očaja (1990.)
- Lovac na sunce (1996.)

## Vanjske poveznice
- Michael Cimino u internetskoj bazi filmova IMDb-u (engl.)
- MichaelCimino.Fr  Arhivirana inačica izvorne stranice od 28. lipnja 2009. (Wayback Machine) Francuski website
- Last of the Big Spenders  Arhivirana inačica izvorne stranice od 24. prosinca 2007. (Wayback Machine), intervju iz 2002.